# Uferbereiche des Waginger Sees, Götzinger Achen und untere Sur
Uferbereiche des Waginger Sees, Götzinger Achen und untere Sur este o arie protejată (arie specială de conservare — SAC, sit de importanță comunitară — SCI) din Germania întinsă pe o suprafață de 183,42 ha, integral pe uscat.

## Localizare
Centrul sitului Uferbereiche des Waginger Sees, Götzinger Achen und untere Sur este situat la coordonatele 47°51′26″N 12°54′49″E / 47.8572°N 12.9136°E.

## Înființare
Situl Uferbereiche des Waginger Sees, Götzinger Achen und untere Sur a fost declarat sit de importanță comunitară în noiembrie 2004 pentru a proteja 1 specie de plante și 6 specii de animale. Situl a fost protejat și ca arie specială de conservare în aprilie 2016.

## Biodiversitate
Situată în ecoregiunea continentală, aria protejată conține 10 habitate naturale: Lacuri eutrofice naturale cu vegetație de tip Magnopotamion sau Hydrocharition, Cursuri de apă de la nivel de câmpie la nivel montan, cu vegetație Ranunculion fluitantis și Callitricho-Batrachion, Pajiști cu Molinia pe soluri calcaroase, turboase sau argilos-nămoloase (Molinion caeruleae), Liziere de ierburi înalte hidrofile de câmpie și de nivel montan până la alpin, Mlaștini calcaroase cu Cladium mariscus și specii de Caricion davallianae, Mlaștini alcaline, Păduri de fag Asperulo-Fagetum, Păduri de stejar și carpen Galio-Carpinetum, Păduri pe pante, grohotișuri și ravene de Tilio-Acerion, Păduri aluvionare cu Alnus glutinosa și Fraxinus excelsior (Alno-Padion, Alnion incanae, Salicion albae).
La baza desemnării sitului se află mai multe specii protejate:
- plante (1): moșișoare (Liparis loeselii)
- amfibieni (1): triton cu creastă (Triturus cristatus)
- mamifere (2): castor (Castor fiber), vidră de râu (Lutra lutra)
- nevertebrate (3): phengaris nausithous (Maculinea nausithous), Maculinea teleius, Unio crassus